# Schloss Kupferberg
Schloss Kupferberg in Polen wurde bei der Zerstörung des Ortes Kupferberg durch polnische Behörden 1962 abgetragen.
Zum Schutz des Bergbaus hatte der Ort vermutlich eine Burg, die in der ersten Hälfte des 15. Jahrhunderts zerstört wurde. 1518 entstand ein Herrenhaus der Renaissance, das durch mehrere Brände in Mitleidenschaft gezogen wurde. Von Friedrich Bernhard Werner ist eine Federzeichnung überliefert, die ein Festes Haus mit Walmdach und einem freistehenden Turm, möglicherweise einem Wohnturm aus dem Mittelalter, zeigt. Bei archäologischen Ausgrabungen zu polnischer Zeit wurde ein Bogenfragment entdeckt, das möglicherweise zum gotischen Portal des Wohnturms gehörte. Seitlich bestand ein großer Wirtschaftshof. Ab 1813 ließen die Matuschka-Toppoloczan den Bau klassizistisch-biedermeierlich überformen, verkauften ihn aber wenig später an die Grafen zu Stolberg auf Jannowitz. Bei einem Brand 1824 wurden große Teile des Dorfes, nicht aber das Schloss zerstört. 1945 wurden Ort und Region polnisch. Für eine Erweiterung des Uranbergbaus rissen die Polen den Ort weitgehend ab. Vom Schloss zeugen nur die Torpfeiler und die Kelleranlagen.